# Rarz
Rarz – miejscowość i dżamoat w północno-zachodnim Tadżykistanie. Jest położone w dystrykcie Ajni w Wilajecie sogdyjskim. Dżamoat zamieszkuje 8507 mieszkańców.